# Danh sách album quán quân năm 2019 (Mỹ)

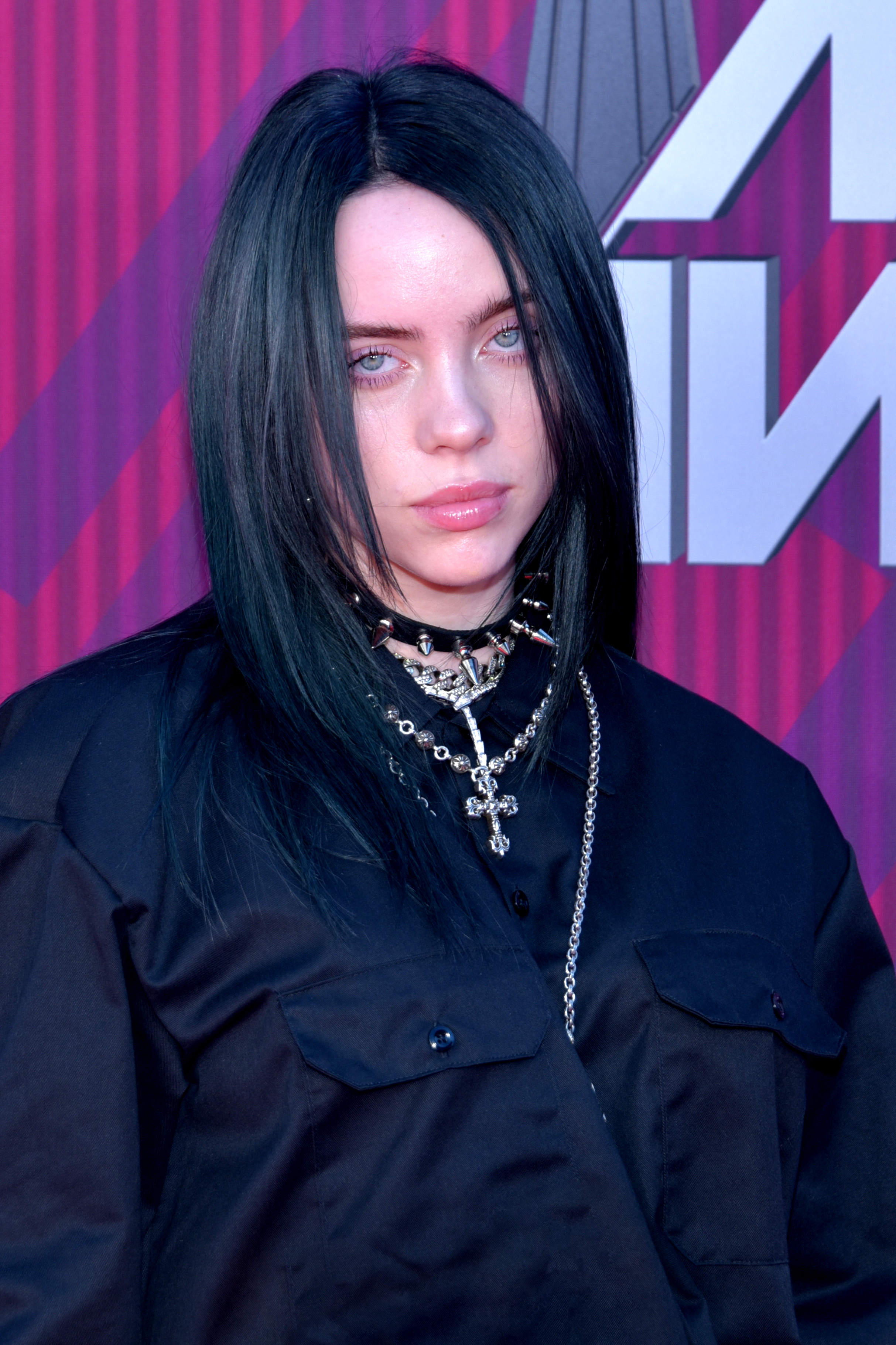
Album đầu tay When We All Fall Asleep, Where Do We Go? của Billie Eilish (ảnh) là album có diễn biến tốt nhất trên bảng xếp hạng trong năm 2019. Eilish trở thành nghệ sĩ đầu tiên sinh ra trong thế kỷ 21 có được album quán quân trên Billboard 200, và cũng là nghệ sĩ trẻ nhất đạt được thành tích này kể từ Britney Spears vào năm 1999.

Dưới đây là danh sách các album quán quân tại Hoa Kỳ trong năm 2019. Các album và đĩa mở rộng bán chạy nhất năm trên thị trường Hoa Kỳ được xếp thứ tự trên bảng xếp hạng Billboard 200, một bảng xếp hạng được xuất bản hằng tuần bởi tạp chí Billboard. Số liệu được Nielsen SoundScan tổng hợp dựa trên doanh số vật lý và kỹ thuật số hằng tuần của mỗi album, cũng như lượng stream theo yêu cầu và doanh số kỹ thuật số của từng bài hát trong album.
Trong năm 2019, nhiều nghệ sĩ đã có được album quán quân đầu tiên trong sự nghiệp, bao gồm: 21 Savage, A Boogie wit da Hoodie, Hozier, Juice Wrld (đây có thể sẽ là sản phẩm cuối cùng được phát hành khi anh còn sống, sau cái chết của nam ca sĩ vào cuối năm 2019), Nav, Billie Eilish, Khalid, Tyler, the Creator, The Raconteurs, Young Thug, Luke Combs, DaBaby, SuperM, YoungBoy Never Broke Again, Trippie Redd và Roddy Ricch. Năm 2019 cũng chứng kiến nhiều nghệ sĩ trở lại vị trí số 1 trên bảng xếp hạng sau nhiều năm vắng bóng: ban nhạc Tool phát hành album quán quân đầu tiên trong vòng 13 năm, Jonas Brothers giành vị trí quán quân sau 10 năm và cả hai nhóm nhạc đều có được album quán quân thứ ba liên tiếp. Bên cạnh đó, Backstreet Boys phát hành album đầu tiên sau 6 năm và lần đầu tiên đạt được vị trí quán quân kể từ năm 2000; và nữ ca sĩ Celine Dion có được album quán quân đầu tiên kể từ năm 2002.
Album đầu tay When We All Fall Asleep, Where Do We Go? của Eilish là album có thành tích tốt nhất trên bảng xếp hạng trong năm 2019. Album phòng thu thứ năm của Ariana Grande, Thank U, Next, là album pop có lượng stream trong một tuần nhiều nhất. Lover, album thứ bảy của Taylor Swift, là album bán chạy nhất năm 2019. Với thành tích của Lover, Swift đã sánh ngang với Beyoncé, trở thành nữ nghệ sĩ có nhiều album ra mắt ở vị trí quán quân nhất với tổng cộng sáu album. Cô cũng trở thành nữ nghệ sĩ có nhiều ca khúc trong một album đồng loạt xuất hiện trên Billboard Hot 100 nhất, với việc tất cả 18 bài hát trong album đều xuất hiện trên bảng xếp hạng này.

## Lịch sử xếp hạng

Ariana Grande có được album quán quân thứ tư với Thank U, Next. Đây là album nhạc pop có tổng lượng stream trong một tuần lớn nhất và toàn bộ 12 bài hát trong album đồng loạt xuất hiện trên bảng xếp hạng Billboard Hot 100. Trong số đó, 11 bài hát đã nắm giữ các vị trí trong top 40 – con số kỷ lục mà một nữ nghệ sĩ từng đạt được.

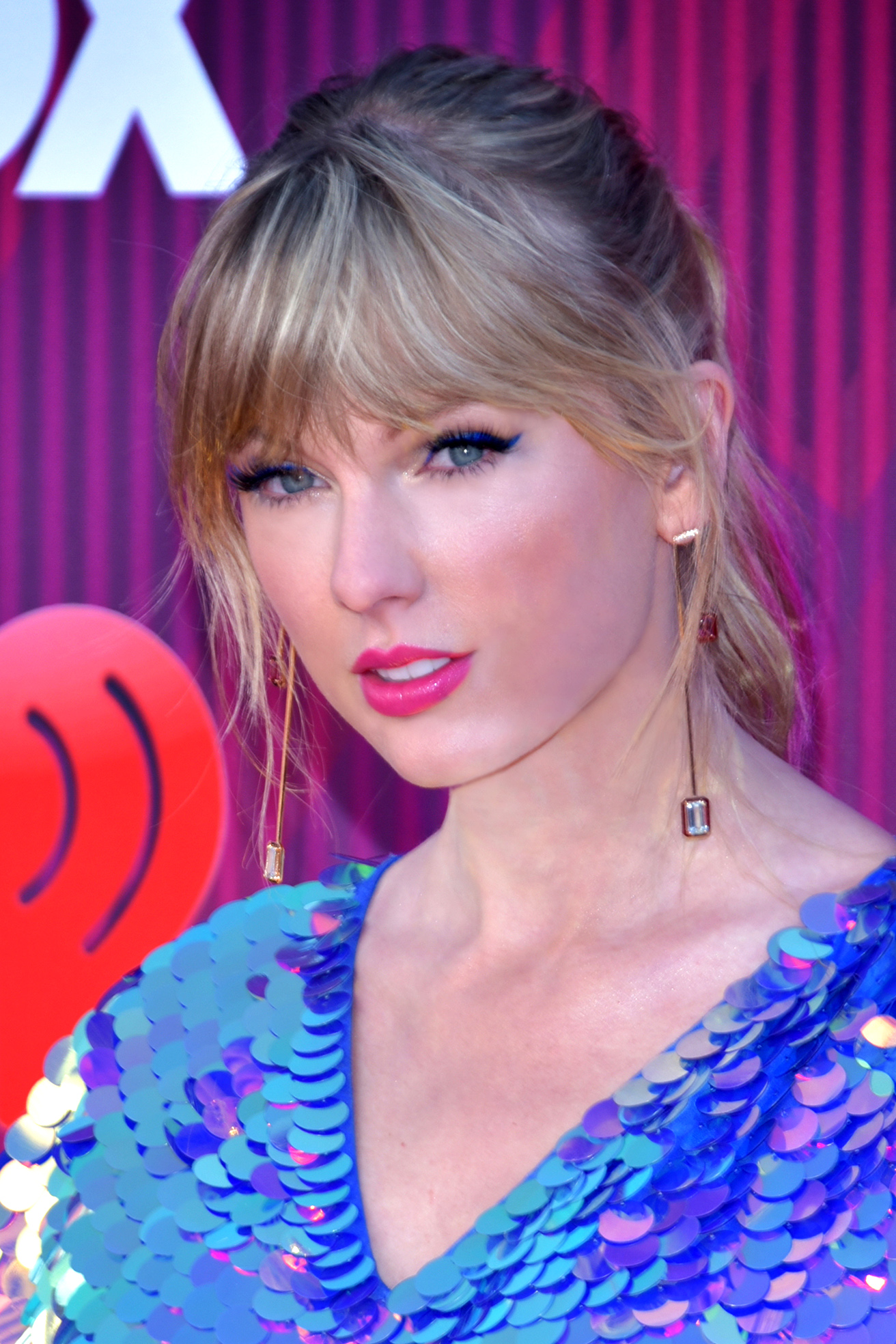
Lover, album phòng thu thứ bảy của nữ ca sĩ Taylor Swift, là album bán chạy nhất năm và trở thành album thứ sáu liên tiếp ra mắt ở vị trí quán quân trên bảng xếp hạng của cô. Thành tích này giúp cô sánh ngang với Beyoncé cho kỷ lục nữ nghệ sĩ có nhiều album ra mắt ở vị trí quán quân nhất. Toàn bộ 18 bài hát trong album đều xuất hiện trên Billboard Hot 100, giúp Swift trở thành nữ nghệ sĩ có số lượng ca khúc trong một album đồng loạt xuất hiện trên bảng xếp hạng Hot 100 nhiều nhất. Trong tuần đầu phát hành, album có doanh số nhiều hơn tổng doanh số của 199 album còn lại trên bảng xếp hạng.

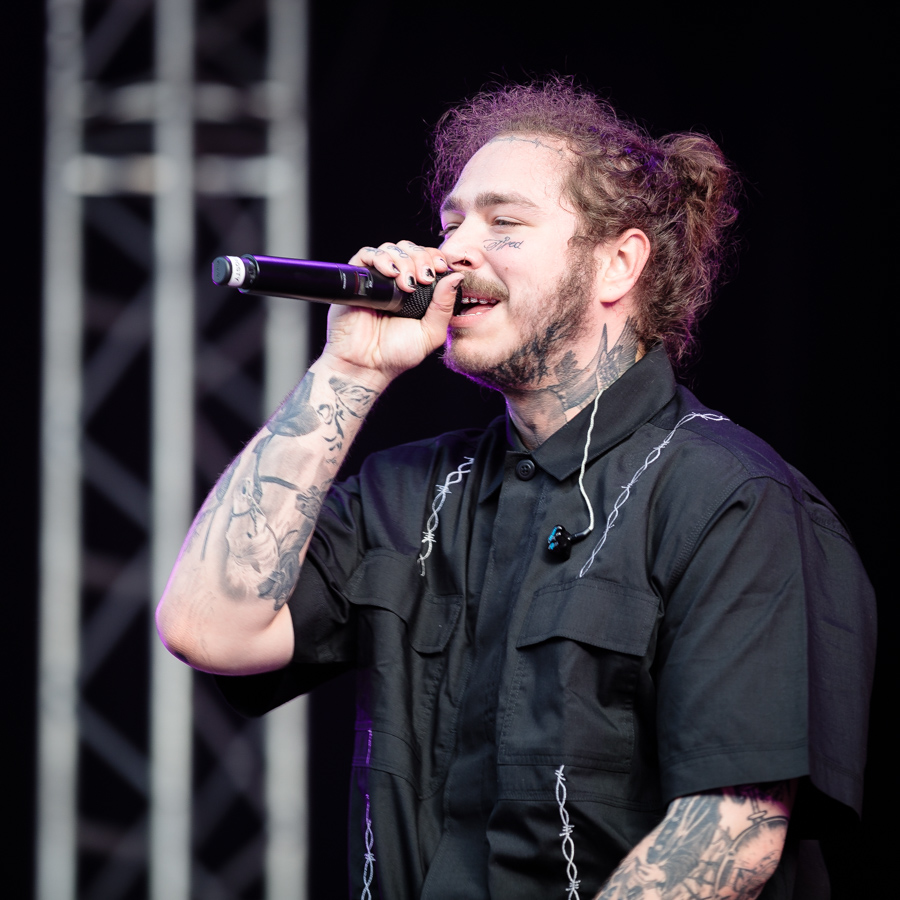
Post Malone là nghệ sĩ có album có thời lượng quán quân dài nhất của năm. Album Hollywood's Bleeding của anh giữ vị trí số 1 trên bảng xếp hạng trong năm tuần không liên tiếp.

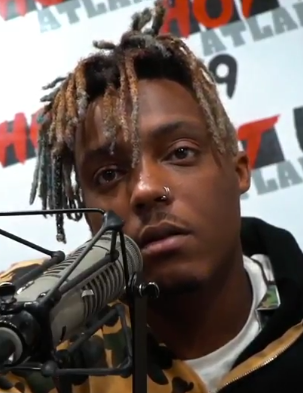
Juice Wrld (ảnh) có được album quán quân đầu tiên với album phòng thu thứ hai Death Race for Love. Đây có thể là album cuối cùng được phát hành trong cuộc đời của nam ca sĩ, do anh qua đời vào ngày 8 tháng 12 năm 2019.

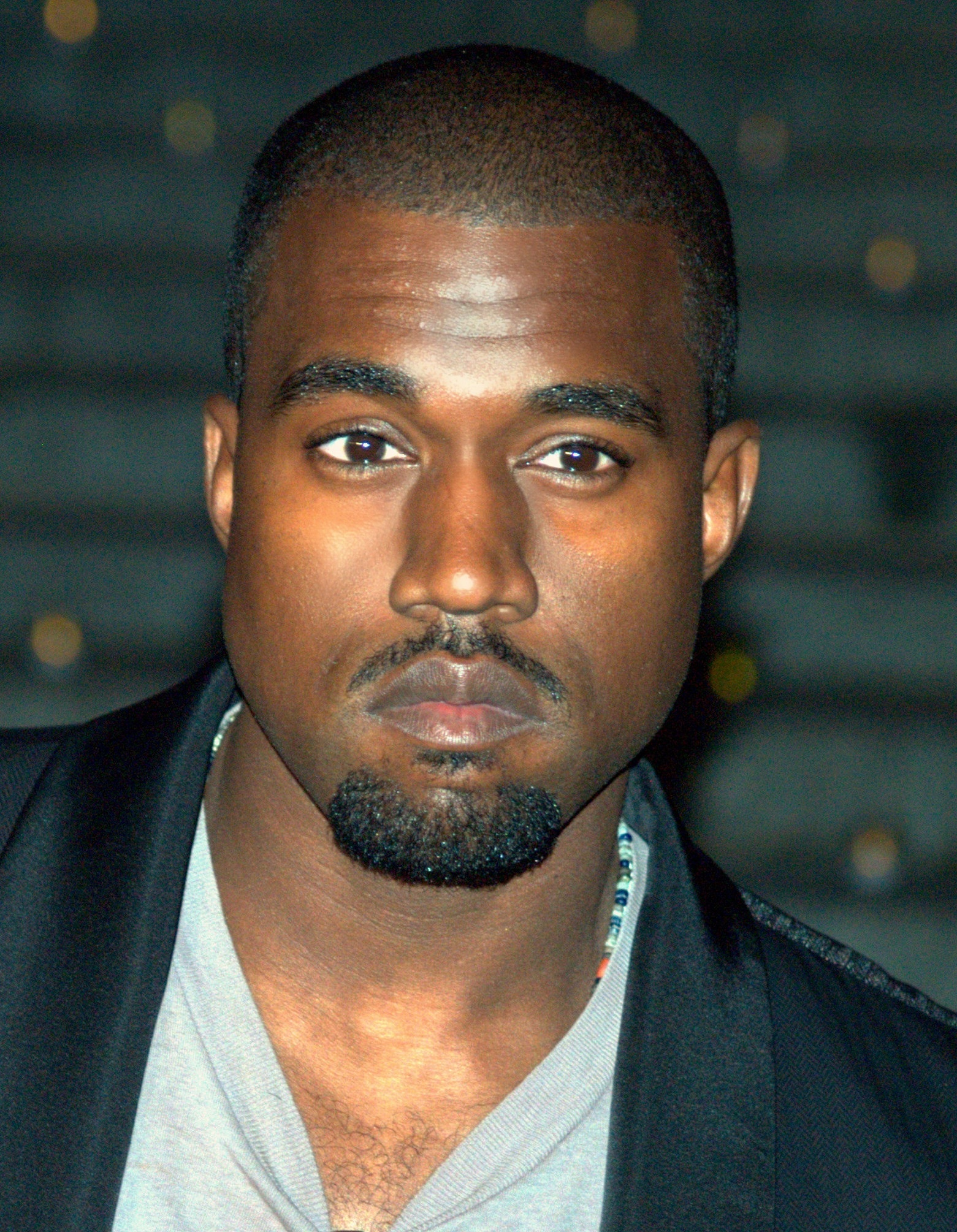
Kanye West (ảnh) có được album quán quân thứ chín liên tiếp với Jesus Is King, sánh ngang với kỷ lục do rapper Eminem thiết lập vào năm 2018.

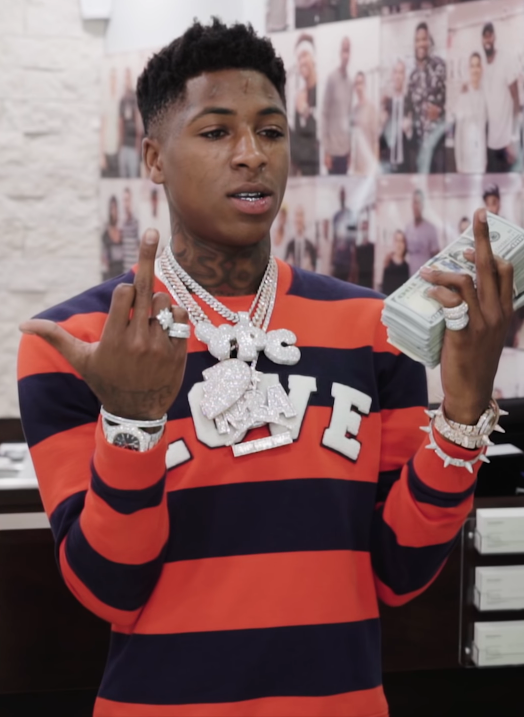
YoungBoy Never Broke Again (ảnh) giành được album quán quân đầu tiên với mixtape thứ 14 AI YoungBoy 2. Cùng với Drake và Logic, anh là một trong số những nghệ sĩ có mixtape đạt vị trí số 1 trên bảng xếp hạng Billboard 200.

| Album đứng đầu bảng xếp hạng cuối năm 2019 | Chỉ album đứng đầu bảng xếp hạng cuối năm 2019 của Billboard |

| Ấn bản ngày | Album                                    | Nghệ sĩ                     | Ng.    |
| ----------- | ---------------------------------------- | --------------------------- | ------ |
| 5 tháng 1   | I Am > I Was                             | 21 Savage                   | [ 2 ]  |
| 12 tháng 1  | I Am > I Was                             | 21 Savage                   | [ 3 ]  |
| 19 tháng 1  | Hoodie SZN                               | A Boogie wit da Hoodie      | [ 4 ]  |
| 26 tháng 1  | Hoodie SZN                               | A Boogie wit da Hoodie      | [ 5 ]  |
| 2 tháng 2   | The Wizrd                                | Future                      | [ 6 ]  |
| 9 tháng 2   | DNA                                      | Backstreet Boys             | [ 7 ]  |
| 16 tháng 2  | Hoodie SZN                               | A Boogie wit da Hoodie      | [ 8 ]  |
| 23 tháng 2  | Thank U, Next                            | Ariana Grande               | [ 9 ]  |
| 2 tháng 3   | Thank U, Next                            | Ariana Grande               | [ 10 ] |
| 9 tháng 3   | A Star Is Born                           | Lady Gaga và Bradley Cooper | [ 11 ] |
| 16 tháng 3  | Wasteland, Baby!                         | Hozier                      | [ 12 ] |
| 23 tháng 3  | Death Race for Love                      | Juice Wrld                  | [ 13 ] |
| 30 tháng 3  | Death Race for Love                      | Juice Wrld                  | [ 14 ] |
| 6 tháng 4   | Bad Habits                               | Nav                         | [ 15 ] |
| 13 tháng 4  | When We All Fall Asleep, Where Do We Go? | Billie Eilish               | [ 16 ] |
| 20 tháng 4  | Free Spirit                              | Khalid                      | [ 17 ] |
| 27 tháng 4  | Map of the Soul: Persona                 | BTS                         | [ 18 ] |
| 4 tháng 5   | When We All Fall Asleep, Where Do We Go? | Billie Eilish               | [ 19 ] |
| 11 tháng 5  | Hurts 2B Human                           | Pink                        | [ 20 ] |
| 18 tháng 5  | Father of the Bride                      | Vampire Weekend             | [ 21 ] |
| 25 tháng 5  | Confessions of a Dangerous Mind          | Logic                       | [ 22 ] |
| 1 tháng 6   | Igor                                     | Tyler, the Creator          | [ 23 ] |
| 8 tháng 6   | When We All Fall Asleep, Where Do We Go? | Billie Eilish               | [ 24 ] |
| 15 tháng 6  | Center Point Road                        | Thomas Rhett                | [ 25 ] |
| 22 tháng 6  | Happiness Begins                         | Jonas Brothers              | [ 26 ] |
| 29 tháng 6  | Madame X                                 | Madonna                     | [ 27 ] |
| 6 tháng 7   | Help Us Stranger                         | The Raconteurs              | [ 28 ] |
| 13 tháng 7  | Indigo                                   | Chris Brown                 | [ 29 ] |
| 20 tháng 7  | Revenge of the Dreamers III              | Dreamville và J. Cole       | [ 30 ] |
| 27 tháng 7  | No.6 Collaborations Project              | Ed Sheeran                  | [ 31 ] |
| 3 tháng 8   | No.6 Collaborations Project              | Ed Sheeran                  | [ 32 ] |
| 10 tháng 8  | The Search                               | NF                          | [ 33 ] |
| 17 tháng 8  | Care Package                             | Drake                       | [ 34 ] |
| 24 tháng 8  | We Are Not Your Kind                     | Slipknot                    | [ 35 ] |
| 31 tháng 8  | So Much Fun                              | Young Thug                  | [ 36 ] |
| 7 tháng 9   | Lover                                    | Taylor Swift                | [ 37 ] |
| 14 tháng 9  | Fear Inoculum                            | Tool                        | [ 38 ] |
| 21 tháng 9  | Hollywood's Bleeding                     | Post Malone                 | [ 39 ] |
| 28 tháng 9  | Hollywood's Bleeding                     | Post Malone                 | [ 40 ] |
| 5 tháng 10  | Hollywood's Bleeding                     | Post Malone                 | [ 41 ] |
| 12 tháng 10 | Kirk                                     | DaBaby                      | [ 42 ] |
| 19 tháng 10 | SuperM – The 1st Mini Album              | SuperM                      | [ 43 ] |
| 26 tháng 10 | AI YoungBoy 2                            | YoungBoy Never Broke Again  | [ 44 ] |
| 2 tháng 11  | Hollywood's Bleeding                     | Post Malone                 | [ 45 ] |
| 9 tháng 11  | Jesus Is King                            | Kanye West                  | [ 46 ] |
| 16 tháng 11 | Hollywood's Bleeding                     | Post Malone                 | [ 47 ] |
| 23 tháng 11 | What You See Is What You Get             | Luke Combs                  | [ 48 ] |
| 30 tháng 11 | Courage                                  | Celine Dion                 | [ 49 ] |
| 7 tháng 12  | A Love Letter to You 4                   | Trippie Redd                | [ 50 ] |
| 14 tháng 12 | Frozen II                                | Nhạc phim                   | [ 51 ] |
| 21 tháng 12 | Please Excuse Me for Being Antisocial    | Roddy Ricch                 | [ 52 ] |
| 28 tháng 12 | Fine Line                                | Harry Styles                | [ 53 ] |